# Angoulins
 Angoulins  -también denominada Angoulins-sur-Mer- es una población y comuna francesa, en la región de Poitou-Charentes, departamento de Charente Marítimo, en el distrito de La Rochelle y cantón de Aytré.
Entre 1823 y 1896 incluyó Châtelaillon-Plage.

## Demografía
| 1 647 | 515 | 514 | 617 | 753 | 752 | 813 | 832 | 824 | 854 | 848 | 733 | 807 | 916 | 1 127 | 1 175 | 1 437 | 718 | 767 | 817 | 706 | 883 | 1 084 | 1 034 | 1 132 | 1 579 | 1 917 | 2 126 | 2 149 | 2 441 | 2 908 | 3 501 | 3 647 | 3 695 |
| Para los censos de 1962 a 1999 la población legal corresponde a la población sin duplicidades (Fuente: INSEE [Consultar]) |     |     |     |     |     |     |     |     |     |     |     |     |     |       |       |       |     |     |     |     |     |       |       |       |       |       |       |       |       |       |       |       |       |

## Hermanamientos
- Panticosa, España.[6]